# Обтураторен канал
Обтураторният канал (canalis obturatorius) е анатомична структура от таза, която представлява дълъг около 2 cm канал, който свързва кухината на малкия таз с медиалното фасциално леговище. Посоката му съвпада с тази на слабинния канал. През обтураторния канал преминават обтураторната артерия, обтураторните вени и обтураторният нерв.
Обтураторната херния спада към редките хернии. От нея страдат най-вече възрастни жени, които за кратко време претърпяват загуба на маса. Оплакванията включват остра болка в слабините, дискомфорт в коремната област, а понякога чревна обструкция. Хернията е недостъпна за палпация.